# Маккьюэн, Лес
Лесли Ричард "Лес" Маккью́эн (англ. Leslie Richard "Les" McKeown; 12 ноября 1955, Эдинбург, Шотландия — 20 апреля 2021) — шотландский музыкант и певец, участник группы Bay City Rollers. В конце 1980-х с ним сотрудничал известный немецкий продюсер и композитор Дитер Болен, с которым в 1989 году был выпущен альбом.

## Биография
В 18 лет Маккьюэн стал солистом молодёжной поп-группы «Bay City Rollers». Два года группа гастролировала по Англии, Шотландии и другим европейским странам. «Bay City Rollers» побывали в 9 британских хит-парадах и дважды занимали 1-е место. В 1974 году у группы вышел альбом «Rollin'», а год спустя — «Once Upon A Star», которые держали группу в чартах лучших альбомов 99 недель (с 1974 по 1976 год). Суперхитом группы была песня «Bye Bye Baby», которая вышла синглом в 1975 году и стала самой продаваемой композицией группы. Успех позволил группе появиться в США. Теледебют группы состоялся в шоу Ховарда Косэла «Saturday Night Live». Группа переехала в Америку и начала гастролировать. Первая песня, попавшая в американские чарты, была «Saturday Night», названная в честь того шоу, где они в первый раз появились, и которое принесло им известность в США. Но первые места в хит-парадах они заняли с песнями «I Only Wanna Be With You» и «Rock and Roll Love Letter». Группа стала знаменита ещё и тем, что все музыканты выходили на сцену в килтах. К концу десятилетия популярность группы упала и в 1979 году она распалась. Маккьюэн записал сольный альбом «All Washed Up», не ставший успешным.
В 1988 году один из продюсеров лейбла BMG представил Дитеру Болену Маккьюэна, который уже несколько лет был не у дел и жил в Эдинбурге. Считалось, что у него с Боленом очень похожая тональность голоса, которая хорошо подходила для танцевальных композиций, написанных Боленом. Болен предложил Маккьюэну исполнить песни «Love Is Just A Breath Away» и «She’s A Lady». На последнюю песню в Лондоне на площади Пикадили был снят клип. В 1989 году вышел альбом «It’s A Game», спродюсированный Боленом.
В дальнейшем по приглашению шотландского режиссёра Сена МакКласки Маккьюэн играл в спектакле «Шотландская армия».
В 1991 году Маккьюэн набрал новую группу, с которой перепел старые хиты «Bay City Rollers». В конце 1990-х он записал новый материал с двумя лондонскими авторами, который был включен в репертуар «новых» «Bay City Rollers»: на старые песни были сделаны новые джазовые и блюзовые аранжировки.
Умер 20 апреля 2021 года у себя дома в Лондоне.

## Дискография

### Bay City Rollers
- Rollin' (1974)
- Once Upon a Star (1975)
- Bay City Rollers (1975)
- Wouldn't You Like It? (1975)
- Dedication (1976)
- Rock n' Roll Love Letter (1976)
- It's a Game (1977)
- Strangers in the Wind (1978)

### Сольные альбомы
- All Washed Up (1979)
- It's a Game (1989)